# Île Saint-Nicolas (Loire-Atlantique)
Pour les articles homonymes, voir Île Saint-Nicolas.
L'île Saint-Nicolas est un îlot de l'estuaire de la Loire. Il dépend de la commune de Corsept, dans le département français de la Loire-Atlantique. Le site est classé zone Natura 2000.

## Caractéristiques
L'île Saint-Nicolas est un îlot rocheux situé dans l'estuaire de la Loire, près de son embouchure sur l'océan Atlantique. Elle est distante d'environ 350 m de la rive gauche du fleuve, à la limite de l'estran : à marée basse, l'île est reliée au rivage. Administrativement, l'île Saint-Nicolas fait partie de la commune de Corsept. Il s'agit de l'avant-dernière île de la Loire, juste avant le banc de Bilho, légèrement en aval. L'île Saint-Nicolas est située à peu-près à mi-chemin entre le village de Corsept en amont et le pont de Saint-Nazaire en aval, à environ 4 km de chaque.
L'îlot est de forme ovale et mesure environ 450 m de long sur 100 m de large ; il recouvre 2 ha et culmine à 4 m au-dessus du niveau de la mer. Il est inhabité mais possède des ruines d'une construction du XIXe siècle : les fondations et les murs forment une parcelle cadastrale rectangulaire, de 54 m de long sur 31 m de large, clairement distincte du reste de l'île. L'intérieur de l'île est une propriété privée.
La tourelle Sécé est érigée à proximité de l'îlot en 1807. Elle sert aujourd'hui d'amer pour signaler la présence d'un banc de sable.

## Histoire
Les plus anciennes traces d'activité humaine sont notamment attestées par la présence d'un menhir. La commune de Corsept est en effet peuplée dès le Néolithique, environ 5 000 ans avant notre ère.
L'île est mentionnée pour la première fois en 1137, un oratoire dépendant de l'abbaye de Tiron s'y élevant. Le seigneur de Corsept la cède à cette date aux moines, à charge pour eux de permettre son utilisation comme quarantaine pour les navires. L'îlot reçoit le nom de Nicolas de Myre, saint patron des marins ; elle est parfois appelée Saint-Nicolas-de-Corsept ou Saint-Nicolas-des-Défunts. L'abbaye entretient le lieu jusqu'aux guerres de religion, avant de l'abandonner.
En 1653, l'officier français Paul de Chomedey, de retour d'Amérique, entreprend la Grande Recrue, un recrutement de plus d'une centaine de colons en France à destination de Montréal, afin de tenter de sauver la colonie française de la faillite. Après seulement quelques centaines de milles en mer, le navire est dans un tel état qu'il est contraint de rebrousser chemin. Il semble alors que Paul de Chomedey débarque les recrues sur l'île Saint-Nicolas pendant qu'il mène les réparations à Saint-Nazaire, le fort courant de la zone les empêchant de s'enfuir et les ruines des bâtiments monastiques leur servant d'hébergement. Le navire repart vers la Nouvelle-France le 20 juillet.
En 1713, un rapport des échevins nantais mentionne l'existence de ruines sur l'île. Lors de l'épidémie de peste de 1720, les navires en provenance de Marseille souhaitant remonter la Loire vers l'avant-port de Paimbœuf ou le port de Nantes voient leur marchandise et une partie de leur équipage mis en quarantaine sur l’île avec interdiction pour les habitants des alentours de s'en approcher.
Bien de l'Église, la propriété est confisquée par la commune de Corsept à la Révolution française. Du fait de sa position stratégique sur l'estuaire de la Loire, l'île est rachetée par l'État : Louis XVIII projette d'y construire un lazaret dans les années 1820. Les travaux débutent mais sont abandonnés faute d'argent. Le lazaret voit finalement le jour sur le rivage, du côté de Mindin. Sur l'île les ruines actuelles datent de cette époque. L'État vend l'intérieur de l'île Saint-Nicolas en 1899. Le père de la propriétaire actuelle rachète la propriété en 1933.
Jusqu'à la fin des années 1970, l'île Saint-Nicolas demeure la dernière île du cours de la Loire avant son embouchure dans l'océan Atlantique, jusqu'à la création du banc de Bilho un peu plus en aval.